# Gołubie Kaszubskie
Gołubie Kaszubskie – stacja kolejowa w Gołubiu, w gminie Stężyca, w województwie pomorskim.

## Ruch pasażerski
| Rok  | Wymiana pasażerska na dobę |
| ---- | -------------------------- |
| 2017 | 300-499                    |
| 2022 | 200-299                    |

Na stacji zatrzymują się pociągi Polregio kursujące na trasie między Kościerzyną a Gdynią Główną (część połączeń przez Gdańsk Wrzeszcz). Stacja została zmodernizowana w 2014 r. Modernizacja obejmowała wymianę rozjazdów oraz nawierzchni toru głównego, mijankowego, budowę nowego peronu. W październiku 2017 otwarto węzeł integracyjny.
Przez stację przebiega linia kolejowa nr 201, łącząca stacje Nowa Wieś Wielka i Gdynia Port. Odcinek przechodzący przez Gołubie otwarto w roku 1930. Zastąpił on istniejącą od 1901 roku linię Kościerzyna – Gołubie Kaszubskie.